# Додув
Додув (пол. Dodów) — село в Польщі, у гміні Радземиці Прошовицького повіту Малопольського воєводства.
Населення — 171 особа (2011).
У 1975-1998 роках село належало до Краківського воєводства.

## Демографія
Демографічна структура станом на 31 березня 2011 року:
|          | Загалом | Допрацездатний вік | Працездатний вік | Постпрацездатний вік |
| -------- | ------- | ------------------ | ---------------- | -------------------- |
| Чоловіки | 92      | 20                 | 61               | 11                   |
| Жінки    | 79      | 15                 | 42               | 22                   |
| Разом    | 171     | 35                 | 103              | 33                   |